# Sylvie Matherat
Sylvie Matherat (* 6. Mai 1962) ist eine französische Rechts- und Politikwissenschaftlerin. Vom 1. November 2015 bis 2019 war sie Vorstandsmitglied und Chief Regulatory Officer bei der Deutschen Bank AG. Nach Ellen Schneider-Lenné war sie erst die zweite Frau, die Mitglied des Vorstands der Deutschen Bank wurde.
Im Juli 2019 wurde sie von der Deutschen Bank AG entlassen.

## Werdegang
Matherat studierte Öffentliches Recht und Finanzwissenschaft am Institut d’Études Politique de Paris, Frankreich. Ihren Masterabschluss erhielt sie in Recht und Politikwissenschaft.
Ab 1986 arbeitete Matherat bei der französischen Zentralbank Banque de France. Von 1986 bis 1993 sowie von 1995 bis 2007 besetzte sie diverse Positionen im Autorité de Controle Prudentiel et de Résolution (ACPR) der Banque de France, darunter Director for Policy and International Relations sowie Head of the Banking Survey Division.
Von 1993 bis 1995 wechselte Matherat zur französischen Großbank BNP Paribas als Head of the Structured Finance Department. Von 1985 bis 1986 arbeitete sie außerdem bei der Société Générale als Auditor on Retail and Investment Banking.
2007 wurde Matherat vom damaligen Chef der Banque de France, Christian Noyer, zur Direktorin für Finanzstabilität berufen. Ab 2011 hatte sie die Position als Deputy Director General of Operations inne. Im Rahmen dieser Tätigkeit war sie u. a. für die Themen der Regulierung und Finanzstabilität, die Zahlungsverkehrs- und Abwicklungsinfrastruktur und Bankdienstleistungen verantwortlich.
Von März bis August 2012 vertrat Matherat die Banque de France im Arbeitskreis Basel III des Basler Ausschuss’ für die Bankenaufsicht.
2014 wechselte Matherat dann als Global Head of Government & Regulatory Affairs zur Deutschen Bank AG und wurde 2015 als Chief Regulatory Officer in den Vorstand berufen.
Im Zusammenhang mit den Panama Papers gab es bereits 2018 Berichte über ihre bevorstehende Entlassung. 2019 ging sie mit einer Abfindung von 9 Mio. €.
Sylvie Matherat ist verheiratet und hat drei erwachsene Kinder. Sie lebt in Frankfurt am Main.

## Auszeichnungen
- 2014 Mitgliedschaft in der Légion d'Honneur